# Роуз-Ран (Пенсільванія)
Роуз-Ран (англ. Rowes Run) — переписна місцевість (CDP) в США, в окрузі Файєтт штату Пенсільванія. Населення — 517 осіб (2020).

## Географія
Роуз-Ран розташований за координатами 40°0′32″ пн. ш. 79°49′4″ зх. д. / 40.00889° пн. ш. 79.81778° зх. д. (40.008863, -79.817719).  За даними Бюро перепису населення США в 2010 році переписна місцевість мала площу 3,19 км², уся площа — суходіл.

## Демографія
Згідно з переписом 2010 року, у переписній місцевості мешкали 564 особи в 244 домогосподарствах у складі 158 родин. Густота населення становила 177 осіб/км².  Було 270 помешкань (85/км²).
Расовий склад населення:
| - 97,7 % — білих - 0,5 % — корінних американців - 0,4 % — чорних або афроамериканців - 1,1 % — осіб інших рас |

До двох чи більше рас належало 0,4 %. Частка іспаномовних становила 0,5 % від усіх жителів.
За віковим діапазоном населення розподілялося таким чином: 17,9 % — особи молодші 18 років, 63,1 % — особи у віці 18—64 років, 19,0 % — особи у віці 65 років та старші. Медіана віку мешканця становила 45,7 року. На 100 осіб жіночої статі у переписній місцевості припадало 92,5 чоловіків;  на 100 жінок у віці від 18 років та старших — 92,9 чоловіків також старших 18 років.
Середній дохід на одне домашнє господарство  становив 51 402 долари США (медіана — 42 688), а середній дохід на одну сім'ю — 57 673 долари (медіана — 59 375). Медіана доходів становила 43 438 доларів для чоловіків та 30 139 доларів для жінок. За межею бідності перебувало 4,6 % осіб, у тому числі 0,0 % дітей у віці до 18 років та 4,7 % осіб у віці 65 років та старших.
Цивільне працевлаштоване населення становило 212 осіб. Основні галузі зайнятості: освіта, охорона здоров'я та соціальна допомога — 40,6 %, оптова торгівля — 12,7 %, мистецтво, розваги та відпочинок — 9,0 %, сільське господарство, лісництво, риболовля — 6,6 %.